# Matthew Di Leo
Matthew Di Leo (* 2. März 1995 in Innisfil, Ontario) ist ein kanadischer Automobilrennfahrer.

## Karriere
Di Leo begann seine Motorsportkarriere im Kartsport, in dem er bis 2014 aktiv war. 2011 wechselte er in den Formelsport und trat für Brian Stewart Racing in der U.S. F2000 National Championship an. Zunächst wurde er mit zwei dritten Plätzen Dritter in der Winterserie. Die anschließenden Hauptserie schloss er mit einem dritten Platz als bestes Resultat auf dem fünften Platz ab. Darüber hinaus nahm er an zwei Rennen der Formel Ford Ontarios teil. 2012 gründete Di Leo seinen eigenen Rennstall, MDL Racing, für den er als Pilot aktiv war. Er blieb in der U.S. F2000 National Championship. Zunächst erreichte er den neunten Rang in der Winterserie. In der Hauptserie wurde er je zweimal Dritter sowie Zweiter und verbesserte sich in der Meisterschaft auf den vierten Platz.
2013 begann Di Leo das Jahr in der Winterserie der U.S. F2000 Nation Championship, in der er die Fahrerwertung auf dem achten Rang abschloss. Im weiteren Verlauf des Jahres debütierte Di Leo beim dritten Saisonrennen in der Indy Lights. Für seinen eigenen Rennstall startend beendete er das Rennen auf dem fünften Platz. Im weiteren Saisonverlauf kam er bei weiteren vier Rennen zum Einsatz. In der Gesamtwertung belegte Di Leo am Saisonende den neunten Platz. 2014 nahm Di Leo mit seinem Rennstall an einem weiteren Indy-Lights-Rennen teil.

## Karrierestationen
| - 2011: U.S. F2000 National Championship, Winterserie (Platz 3) - 2011: U.S. F2000 National Championship (Platz 5) - 2011: Ontarische Formel Ford (Platz 6) | - 2012: U.S. F2000 National Championship, Winterserie (Platz 9) - 2012: U.S. F2000 National Championship (Platz 4) - 2013: U.S. F2000 National Championship, Winterserie (Platz 8) | - 2013: Indy Lights (Platz 9) - 2014: Indy Lights (Platz 16) |